# Kajakenti járás
A Kajakenti járás (oroszul: Каякентский район) Oroszország egyik járása Dagesztánban. Székhelye Novokajakent.

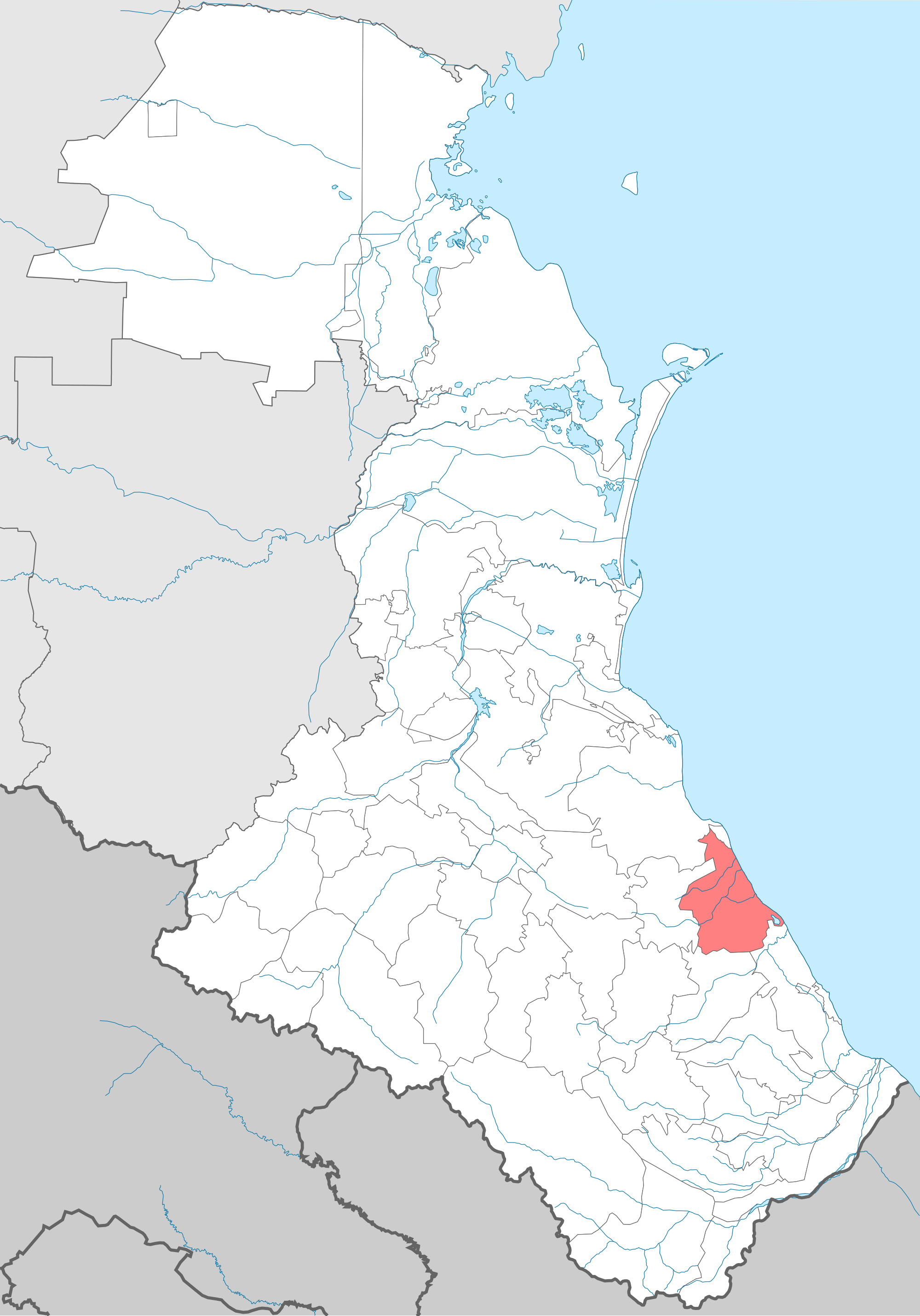
A Kajakenti járás Dagesztánban

## Népesség
- 1989-ben 33 246 lakosa volt, melyből 17 146 kumik (51,6%), 14 153 dargin (42,6%), 605 tabaszaran, 563 agul, 247 lezg, 221 orosz, 92 avar, 86 azeri, 82 lak, 4 csecsen, 3 nogaj.
- 2002-ben 52 739 lakosa volt, melyből 28 723 kumik (54,5%), 21 614 dargin (41%), 883 tabaszaran, 846 agul, 251 lezg, 139 orosz, 112 lak, 81 avar, 57 azeri, 3 nogaj, 2 csecsen, 1 cahur, 1 rutul.
- 2010-ben 54 089 lakosa volt, melyből 28 357 kumik (52,4%), 22 894 dargin (42,3%), 941 tabaszaran, 821 agul, 267 lezg, 134 orosz, 97 lak, 88 avar, 88 azeri, 7 csecsen, 5 rutul, 2 nogaj.